# Parapronocephalum reversum
Parapronocephalum reversum är en plattmaskart. Parapronocephalum reversum ingår i släktet Parapronocephalum och familjen Pronocephalidae. Inga underarter finns listade i Catalogue of Life.